# Fusible de lámina
Fusible de lámina es un tipo de fusible generalmente utilizado en los Estados Unidos. Consiste en una pieza de esa forma colocada dentro de un cilindro de material aislante, salvo los extremos. Dicha pieza se coloca a presión sobre dos orquillas, y la lámina es fácilmente recambiable. El reglamento señala todas las prescripciones que deben tener estos elementos.
En Argentina se los denomina "americanos".
Los fusibles del tipo a cartucho pueden ser rápidos o lentos. Los primeros se prefieren en circuitos de luz y los segundos en circuito de fuerza motriz.
Los lentos pueden soportar la corriente de arranque de los motores sin fundirse y protegerlos convenientemente en marcha.
Se fabrican fusibles de alto poder de ruptura (ACR). Estos fusibles aseguran la protección en casos de posibles cortos y también en posibles sobrecargas de larga duración. El elemento fusible suele ser Plata pura, con un exterior relleno
de polvillo de cuarzo, para extinguir rápidamente el arco.
| Material      | Valor de C |
| ------------- | ---------- |
| Cobre         | 80         |
| Aluminio      | 60         |
| Platino       | 40         |
| Plata alemana | 40         |
| Estaño        | 13         |
| Plomo         | 11         |
| Plomo- estaño | 10         |

Desde el punto de vista teórico, algunos investigadores encontraron que entre la relación de la corriente de fusión en Amper y el diámetro en milímetro es:
{\displaystyle I=Cd3/2}
El valor de "C" lo podremos obtener de la tabla de abajo, de acuerdo al material utilizado en la confección del hilo fusible.